# Мирко Скулић
Мирко Скулић (рођен Чичево код Требиња, 31. јула 1925. године), био је истакнути спортиста и оснивач ФК „Романије” из Пала у периоду од 1935. до 1950. године. Освајач је више медаља са локалних и регионалних такмичења, на простору СФР Југославије.

## Биографија
Мирко Скулић рођен је у селу Чичеву код Требиња, 31. јула 1925. године. Основну школу завршио је у Требињу, а 1935. године са родитељима се доселио у Пале, гдје почиње тренирати фудбал.
Секулић је тренирао до Другог свјетског рата, а у току рата добија чин поручника. Школовање наставља у Палама, а затим студије у Београду. Успјешно завршава факултет електротехнике 1952. године. Био је стипендиста Владе НР Босне и Херцеговине.
Почетком 1946. године са групом Паљана оснива Фудбалски клуб „Романија” који, који се кратко вријеме назива ФК „Милан Симовић” Мирко је био један од првих фудбалера који су наступали за ФК „Романију”. Играо је на позицији центарфора и дао је преко 500 голова. Познато је да је учествовао у одржавању терена, трошкова клуба и већини културних догађаја тадашњих Пала. Са ФК „Романијом” освојио је више награда локалног и регионалних такмичења.